# Pardubické krematorium
Pardubické krematorium bylo postaveno dle plánů architekta Pavla Janáka v letech 1921–1923 na jižní straně tehdejší periferie města Pardubic ve stylu art deco za podpory členů Společnosti přátel žehu na rozlehlém parkovitém prostranství. Podporovateli kremace byl projekt hned od počátku považován za manifest a byl velice obhajován, ale později byla stavba – především funkcionalistickými – kunsthistoriky zatracována. Určité rehabilitace se jí dostalo až pohledem postmoderního umění. Kolem krematoria se rozkládá pardubický Centrální hřbitov.
V roce 1968 natáčel Juraj Herz film Spalovač mrtvol, kde exteriéry a částečně interiéry tohoto krematoria hrály důležitou roli.

## Návrh
K vypsání soutěže na budovu krematoria došlo až po roce 1919, kdy bylo zpopelnění zákonně povoleno zákonem nazývaným Lex Kvapil. V dřívějších dobách byli upalováni jen zločinci a čarodějnice.[zdroj?]
Ze soutěže na stavbu krematoria (mnohdy uváděn pod názvem Dům světla, či Zkouška ohněm), která čítala několik desítek návrhů, byly nakonec uděleny ceny druhého místa autorům: Pavlu Janákovi, Bedřichu Feuersteinovi a Otakaru Polákovi. K provedení byl akceptován návrh, který P. Janák roku 1921 přepracoval, neboť spolek Krematorium považoval koncept stavby jako manifest.

## Popis stavby a její idea

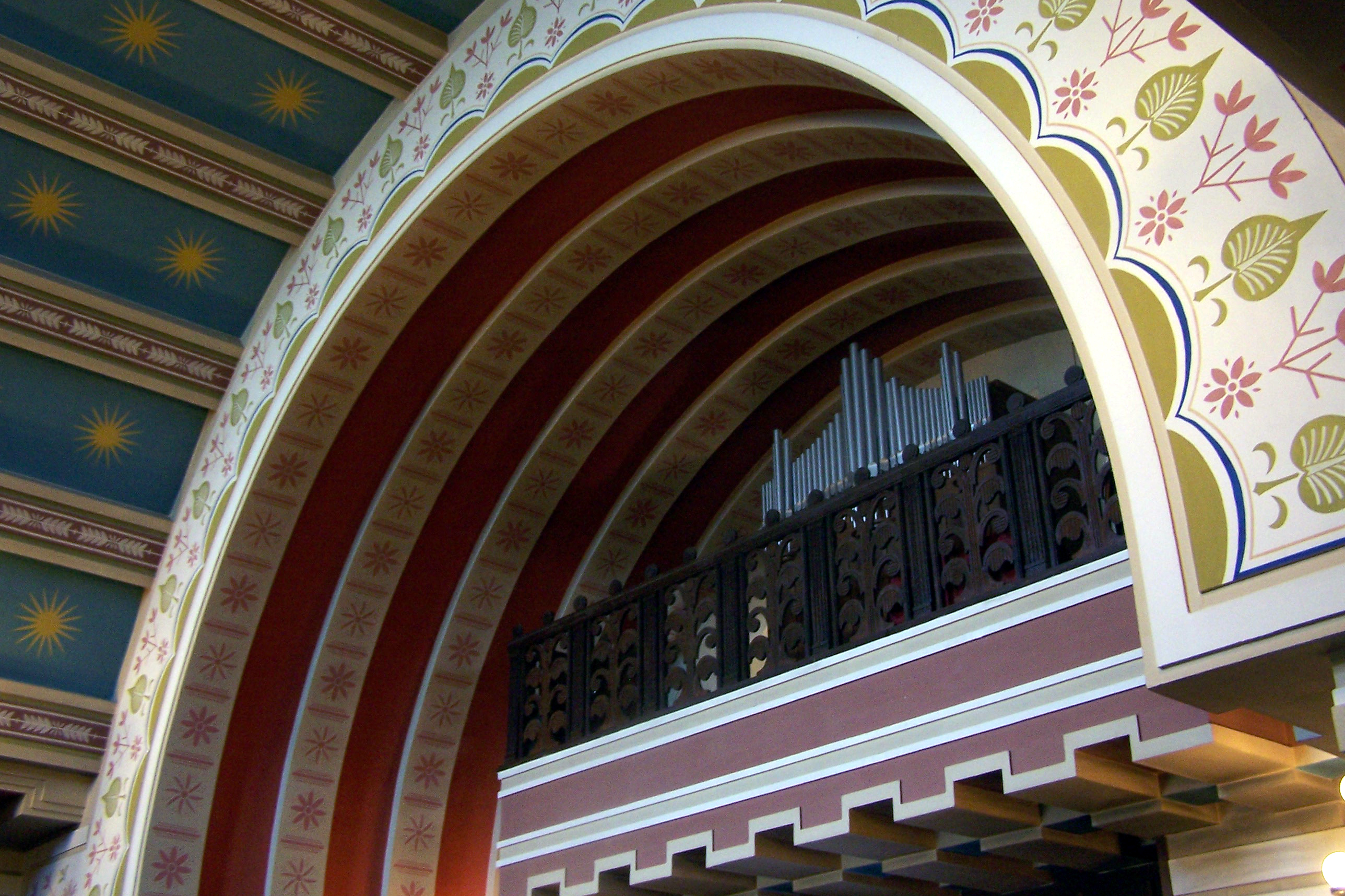
Detail interiéru velké smuteční síně

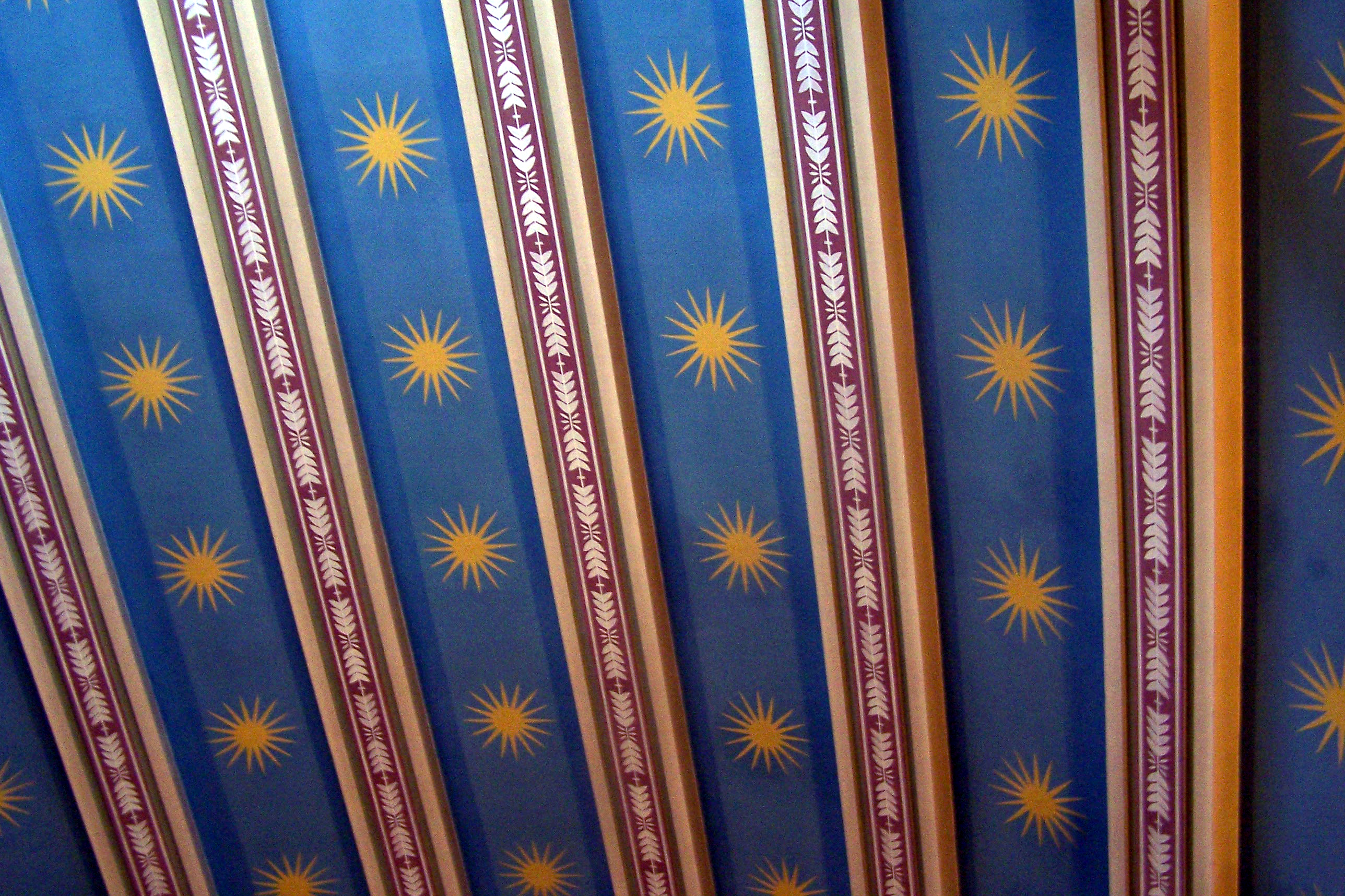
Detail interiéru velké smuteční síně

Přes vstupní brány se vchází na cestu, která vede od severní strany k Domu světla - krematoriu, které je pro poutníka letmým pohledem lehko zaměnitelné za rezidenční budovu pro svoje ojedinělé pojetí. Před samotnou stavbou, která je dvoupodlažní, je předsazeno monumentální schodiště, které je ukončeno terasovitým dvouramenným ochozem orientovaným na východ a západ.
Při cestě nahoru jsou na třetím stupni z dvaceti čtyř (symbolicky časové pojetí dne) umístěny v nadživotním měřítku pískovcové plastiky dívek od K. Linharta. Po levé straně dívka (orientace severovýchodní) oděná v říze drží v ruce květiny a na vnitřní straně schodiště ve zdvižené levé ruce „Světlo“. Pandámová figura (severozápadní) v zrcadlové dispozici se liší z pohledu diváka tím, že místo květin svírá v ruce nádobu. Tuto ikonografickou strohost na stupni nadcházejícím při mírném pohledu vzhůru kompozičně dotváří trojúhelníkový štít budovy s centrálně umístěným kruhovitým otvorem vyplněným artdecovou vitráží s hlavním tématem hexagramu (Není smrti – jest jen neustálá změna – jsou jen různé formy života), který je „slunečním kotoučem“ jižní strany cesty poutníkovy a souběžně i „okem“ smuteční síně uvnitř.
Čtyřiadvacátý stupeň je plochou, která individualitě se sílou sdělení transponuje monstrozitou dekorativnosti sloupů sluneční den od strany východní (symbol zrození – např. flora) ke straně západní (symbol např. dovršení díla, urnovité nádoby). Poutník nadhledem (druhé podlaží) se stává součástí „života dole“, ačkoliv si plně uvědomuje druhým pohledem na posledním stupni poznání skutečnost (vnější strana stěn smuteční síně je užita jako kolumbárium).

## Vnitřní dispozice a koncept architektury

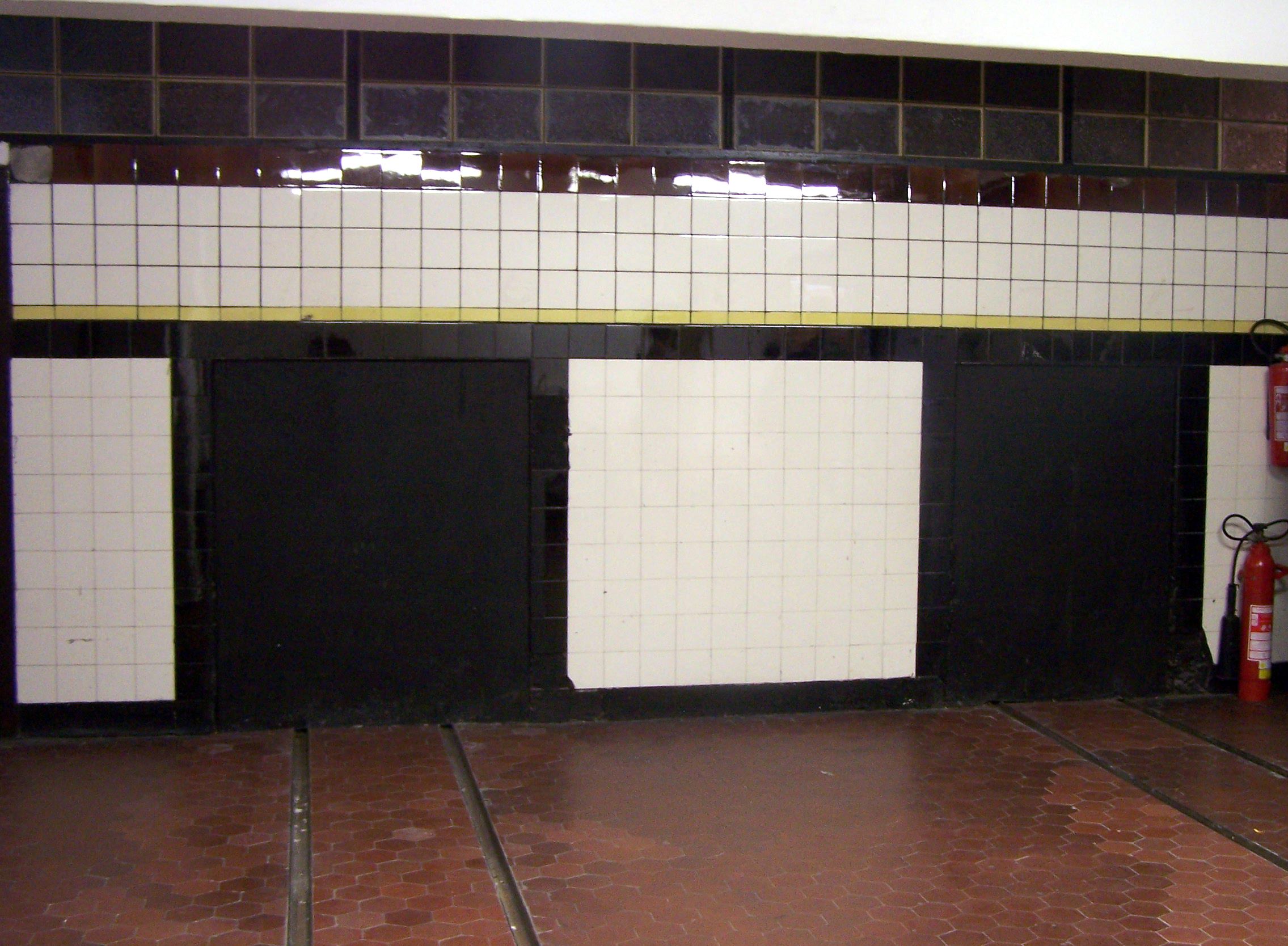
Dvojice již nepoužívaných pecí, které se nacházejí pod hlavní smuteční síní. Zde se natáčelo několik scén Herzova filmu Spalovač mrtvol.

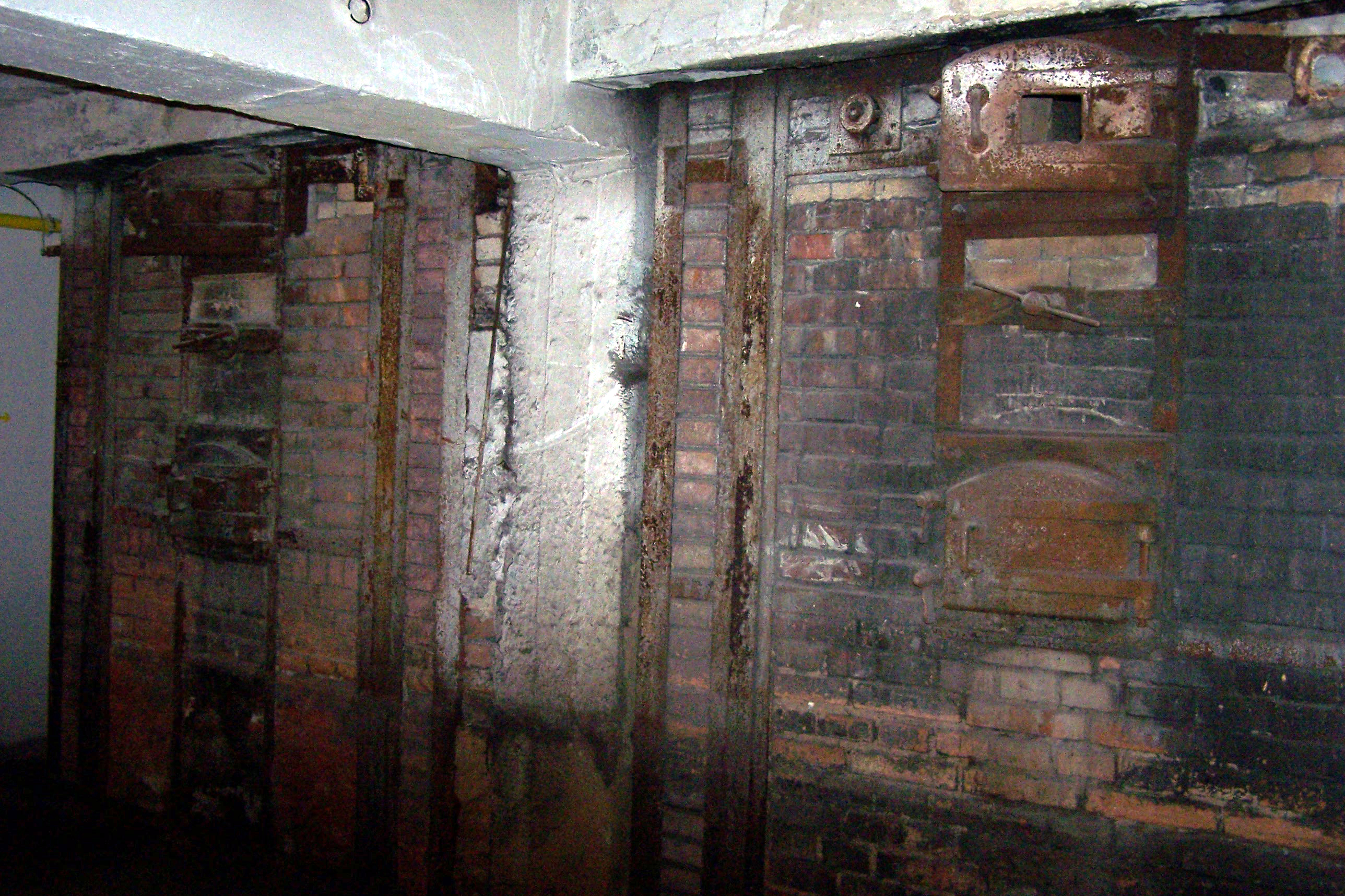
Tyto původní pece se již nepoužívají. Nahradilo je zázemí v nové budově z 90. let.

„Skrze brány poznaní, poutníče, goleme, ti kteří jste pojedli ze stromu života, vstupujete a světlo dne je za vašimi zraky. Sluneční kotouč, který spojuje vaše poznání, když jste kráčeli nahoru obkročeni prozřením, které bylo vaším průvodcem, matkou moudrosti, a nyní jste spočinuli v prostoře, která resonuje plností intensity vás samých.“
Dimenze čtvercového půdorysu plně naplněna stínem síně Domu světla opticky zúžena v hledí návštěvníka podvědomě převádí na výrazně modrou „klenbu artdecorovanou hvězdami“ dělenou deseti pásy v bílém odstínu. Na straně vstupní spoře osvětlená kruhovitou vitráží a přetavena vítězným obloukem (na němž je nápis „Já živ jsem - Vy živi budete“) v pásy barevně pojednané v tváře květin. Hvězdný poutník Galileův je plně zaujat, a jak Galileo sám píše: Nejprve jsem si připravil olověný tubus, na jehož konce jsem si připevnil dvě skleněné čočky. Když jsem pak přiložil oko ke konkávní čočce, uviděl jsem, že všechny předměty jsou velmi blízké. Spinozovsky broušená čočka je zapotřebí při zkoumání díla - nesnadno rozpoznatelné rostliny - výplně patrového balkónu, která je nejvýraznějším prvkem čelní (jižní) strany interiéru, mistrně dokomponovaná chladně cínovými „Panovými“ píšťalami varhan, které jsou subtilnější obdobou výrazně masivně pojatých kolem barevného okna hexagramu (severní strana) a jejich "zpěv" v komorním prostředí jež přichází posluchači ze dvou stran, nutně navozuje imaginaci zpěvu ptactva před úsvitem a zároveň i dílo Fénixovo.